# Elias Gutiérrez
Elias Gutiérrez, född 15 februari 1911, död juli 1964, var en friidrottare från Colombia. Han deltog vid olympiska sommarspelen 1936.